# انتشارات مروارید
انتشارات مروارید نام یکی از مؤسسات انتشاراتی ایرانی است.

## تاریخچه
این مؤسسه در سال ۱۳۴۰ به دست مجید روشنگر و فریدون نیکنام و منوچهر حسن‌زاده و پرویز علی‌بیک با سرمایهٔ اولیهٔ ۱۰ هزار تومان در دفتری در خیابان نادری راه‌اندازی شد. روشنگر، که در آن زمان مدیر سازمان کتابهای جیبی نیز بود، هدفش از تأسیس انتشارات مرواید را چنین بیان می‌کند:
در همان زمان که من مدیر سازمان کتابهای جیبی بودم کتابهایی به دست من می‌رسید که می‌دیدم نمی‌شود آن‌ها را در تیراژ بالا (۱۰ هزار نسخه) منتشر کرد. برای همین به فکر افتادم که خودم یک مؤسسه نشر مستقل برای چاپ چنین کتابهایی تأسیس کنم.
نخستین کاری که انتشارات مروارید چاپ کرد رمانی بود به نام دلشکسته کارِ ناتانیل وست که به ترجمهٔ عبدالله توکل منتشر شد. فعالیت این انتشارات با چاپ اشعار بیژن جلالی برای اولین بار ادامه یافت.
در سال ۱۳۴۱ با اجارهٔ مغازه‌ای روبه‌روی دانشگاه تهران در خیابان شاهرضا (خیابان انقلاب اسلامی بعدی) فروشگاه کتاب انتشارات مروارید با نام «خانهٔ کتاب» راه‌اندازی شد.
در سال ۱۳۴۲ فروغ فرخزاد برای چاپ کتاب شعر جدیدش - تولدی دیگر - به مروارید مراجعه کرد. سال ۱۳۴۵ بهرام بیضایی دنیای مطبوعاتی آقای اسراری را برای انتشار به مروارید سپرد. بدین ترتیب فعالیت انتشارات مروارید ادامه یافت و صدها کتاب در سالیان بعد منتشر کرد.